# Тугуши, Бека
Бека Тугуши (груз. ბექა ტუღუში; 24 января 1989, Тбилиси, СССР) — грузинский футболист, нападающий. Выступал за сборную Грузии.

## Биография

### Клубная карьера
Воспитанник 35-я футбольной школы г. Тбилиси. Профессиональную карьеру начинал в 2010-11 ходах в клубах второго финского дивизиона «КооТееПее» и «ПК-35». В 2012 году вернулся в Грузию, где отыграл полгода за клуб высшей лиги «Колхети-1913». Летом того же года перешёл в кутаисское «Торпедо». 
Сезон 2015/16 Тугуши начал в кипрском клубе «Этникос», за который сыграл 8 матчей в чемпионате Кипра. В середине сезона вернулся в «Торпедо», с которым стал обладателем Кубка Грузии в 2016 году и чемпионом Грузии в 2017. По ходу сезона 2018 перешёл в другой клуб высшей лиги «Самтредиа». В 2019 и первой половине 2020 годов выступал в низших лигах Грузии за «Гурию» и «Самгурали», но в июле вновь вернулся в «Торпедо».

### Карьера в сборной
Единственный вызов в сборную Грузии получил в январе 2017 года на товарищеские матчи со сборными Узбекистана и Иордании и сыграл в обоих матчах.

## Достижения
«Торпедо» Кутаиси
- Чемпион Грузии: 2017
- Обладатель Кубка Грузии: 2016
- Обладатель Суперкубка Грузии: 2018